# James Armstrong (Politiker, 1748)
James Armstrong (* 29. August 1748 in Carlisle, Province of Pennsylvania; † 6. Mai 1828 ebenda) war ein US-amerikanischer Politiker. Zwischen 1793 und 1795 vertrat er den Bundesstaat Pennsylvania im US-Repräsentantenhaus.

## Werdegang
James Armstrong war der Sohn von John Armstrong (1717–1795), der für Pennsylvania im Kontinentalkongress teilnahm, und der ältere Bruder von John Armstrong Jr. (1758–1843), der US-Senator für den Staat New York sowie US-Kriegsminister wurde. Er besuchte die Philadelphia Academy und das College of New Jersey, aus dem später die Princeton University hervorging. Nach einem anschließenden Medizinstudium an der Dr. John Morgan’s School sowie der University of Pennsylvania und seiner 1769 erfolgten Zulassung als Arzt begann er in Winchester (Virginia) in diesem Beruf zu arbeiten. Während des Unabhängigkeitskrieges war Armstrong im medizinischen Dienst der amerikanischen Streitkräfte. Zwischen 1785 und 1788 setzte er seine medizinischen Studien in England fort. Danach war er zwölf Jahre lang im Mifflin County in Pennsylvania als Arzt tätig. Das schloss auch seine Zeit als Kongressabgeordneter ein. Dort wurde er auch zum Richter berufen. 1789 heiratete Armstrong Mary Stevenson (1766–1813), die Tochter des Landbesitzers George Stevenson, der auch Hochöfen betrieb.
Politisch stand Armstrong der ersten Bundesregierung unter Präsident George Washington nahe (Pro-Administration-Fraktion). Bei den in Pennsylvania staatsweit ausgetragenen Kongresswahlen des Jahres 1792 wurde er für den achten Sitz seines Staates in das damals noch in Philadelphia tagende US-Repräsentantenhaus gewählt, dem er vom  4. März 1793 bis zum 3. März 1795 angehörte. 1794 verzichtete er auf eine weitere Kandidatur und praktizierte  als Arzt in Carlisle. Von 1808 bis zu seinem Tod am 6. Mai 1828 war er Richter am Bezirksgericht im Cumberland County. Er war Sklavenhalter.